# Vuilleminia pseudocystidiata
Vuilleminia pseudocystidiata är en svampart som beskrevs av Boidin, Lanq. & Gilles 1994. Vuilleminia pseudocystidiata ingår i släktet Vuilleminia och familjen Corticiaceae.   Inga underarter finns listade i Catalogue of Life.